# Cladotanytarsus tobaquindecimus
Cladotanytarsus tobaquindecimus är en tvåvingeart som beskrevs av Akio Kikuchi och Sasa 1990. Cladotanytarsus tobaquindecimus ingår i släktet Cladotanytarsus och familjen fjädermyggor. Inga underarter finns listade i Catalogue of Life.